# 胭脂旋螺
胭脂旋螺（学名：Peristernia incarnata），是新腹足目旋螺科Peristernia属的一种。主要分布于印度尼西亚、台湾，常栖息在潮间带礁岩地区。